# Marquess Townshend

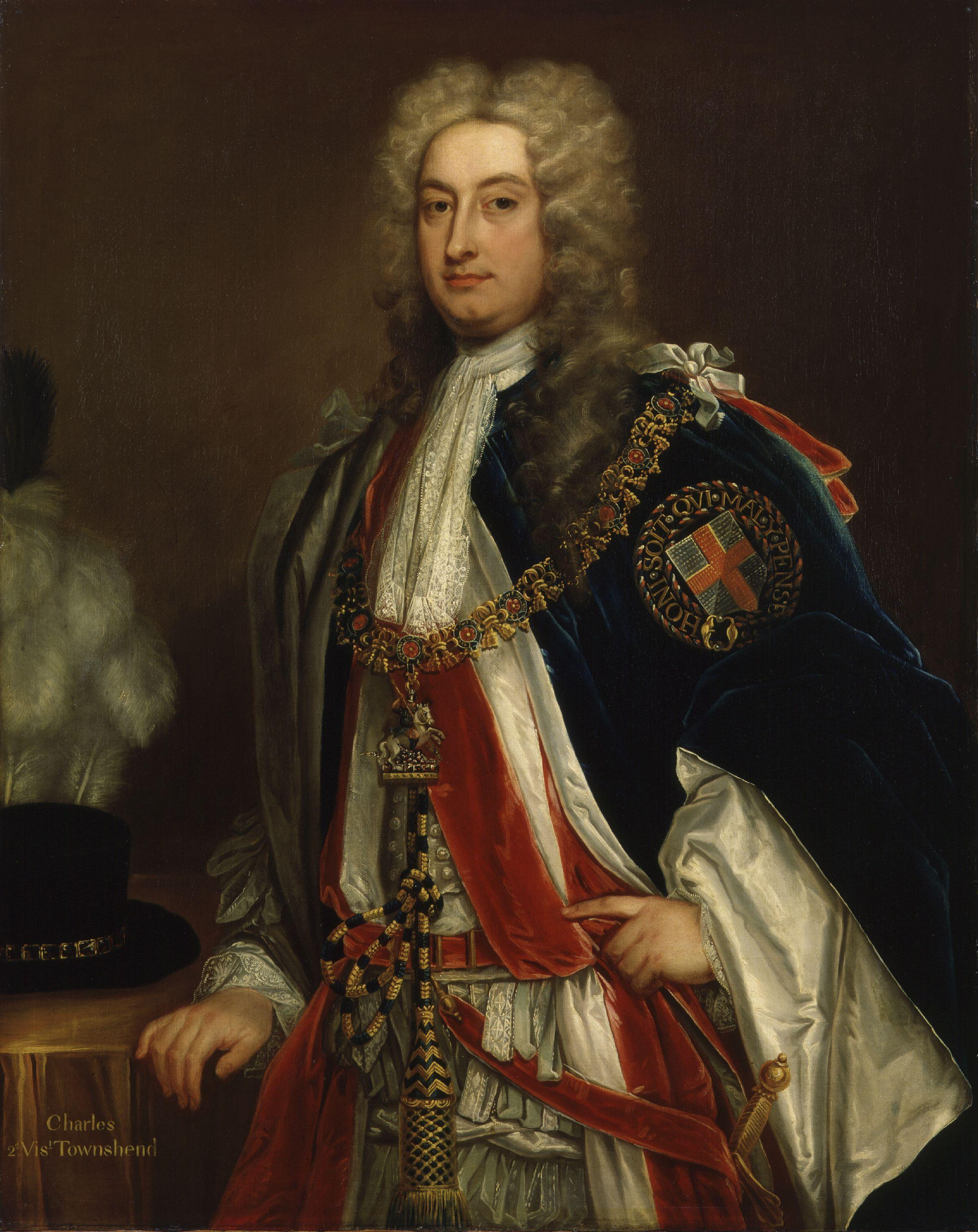
Charles Townshend, 2. Viscount Townshend

Wappen der Marquesses Townshend

Marquess Townshend, of Raynham in the County of Norfolk, ist ein erblicher britischer Adelstitel in der Peerage of Great Britain.
Familiensitz der Marquesses ist Raynham Hall bei Fakenham in Norfolk. 

## Verleihung
Der Titel wurde am 31. Oktober 1787 für George Townshend, 4. Viscount Townshend geschaffen. Er war Feldmarschall in der British Army, nachdem er insbesondere im Siebenjährigen Krieg in Nordamerika gekämpft hatte. Von 1767 bis 1772 war er außerdem Lord Lieutenant of Ireland gewesen.

## Nachgeordnete Titel
Der Urgroßvater des 1. Marquess war bereits 1681 zum Baron Townshend, of Lynn Regis in the County of Norfolk, und ein Jahr später zum Viscount Townshend, of Raynham in the County of Norfolk, erhoben worden. Beide Titel werden heute als nachgeordnete Titel des Marquess' geführt und gehören zur Peerage of England.
Da die nachgeordneten Titel sich in der Anrede nicht vom eigentlichen Titel unterscheiden, leitet der Titelerbe seinen Höflichkeitstitel aus der territorialen Widmung der Viscountcy her und nennt sich Viscount Raynham.
Der Großvater des 1. Viscounts wurde 1617 zum Baronet, of Raynham in the County of Norfolk, ernannt. Diese Würde, die zur Baronetage of England gehört, wird noch heute vom jeweiligen Marquess getragen.

## Weitere Titel
Der erste Marquess heiratete 1751 Charlotte Compton, 15. Baroness Ferrers of Chartley und 7. Baroness Compton. Die beiden Titel, die zur Peerage of England gehören und 1299 bzw. 1572 geschaffen worden waren, gingen 1770 bei ihrem Tod auf ihren ältesten Sohn, den späteren 2. Marquess, über. Als Baronies by Writ können diese Titel auch in weiblicher Linie vererbt werden und fielen beim kinderlosen Tod des 3. Marquess 1855 in Abeyance zwischen dessen Schwestern.
Der spätere 2. Marquess wurde 1782, als sein Vater noch lebte, zum Earl of Leicester erhoben. Dieser Titel wurde zum sechsten Mal verliehen; er erlosch beim kinderlosen Tod des 3. Marquess 1855.

## Liste der Townshend Baronets, Viscounts und Marquesses Townshend

### Townshend Baronets, of Raynham (1617)
- Sir Roger Townshend, 1. Baronet (1596–1637)
- Sir Roger Townshend, 2. Baronet (1628–1648)
- Sir Horatio Townshend, 3. Baronet (1630–1687) (1682 zum Baron Townshend und 1682 zum Viscount Townshend erhoben)

### Viscounts Townshend (1682)
- Horatio Townshend, 1. Viscount Townshend (1630–1687)
- Charles Townshend, 2. Viscount Townshend (1674–1738)
- Charles Townshend, 3. Viscount Townshend (1700–1764)
- George Townshend, 4. Viscount Townshend (1724–1807) (1787 zum Marquess Townshend erhoben)

### Marquesses Townshend (1787)
- George Townshend, 1. Marquess Townshend (1724–1807)
- George Townshend, 2. Marquess Townshend, 1. Earl of Leicester (1753–1811)
- George Townshend, 3. Marquess Townshend, 2. Earl of Leicester (1778–1855)
- John Townshend, 4. Marquess Townshend (1798–1863)
- John Townshend, 5. Marquess Townshend (1831–1899)
- John Townshend, 6. Marquess Townshend (1866–1921)
- George Townshend, 7. Marquess Townshend (1916–2010)
- Charles Townshend, 8. Marquess Townshend (* 1945).

Titelerbe (Heir Apparent) ist der älteste Sohn des jetzigen Marquess, Thomas Charles Townshend, Viscount Raynham (* 1977).